# Александър Чучулаин
Александър Иванов (Йонков) Чучулаин или Чучулайн е български историк, богослов, публицист и краевед.

## Биография
Роден е в 1885 година в Банско, тогава в Османската империя, в семейството на краеведа и участник в Кресненско-Разложкото въстание Иван (Йонко) Чучулаин. Като стипендиант на Българската екзархия в 1906 година завършва Цариградската духовна семинария, а след това в 1910 година защитава кандидатска дисертация в Санктпетербургската духовна академия, „Свети Борис, княз български. Неговото културно-исторично и църковно-народностно значение. 865 – 885 г.“, издадена на български в два тома в 1914 година.
След завършването на образованието си Чучулаин е назначен за секретар на Екзархията в Цариград и е в редакцията на органа ѝ „Вести“, където публикува редица статии. В 1914 година се установява в България. Взима участие в Първата световна война. В 1915 публикува изследването си „Свети Климент, епископ славянски“.
Става действителен член на Императорския археологически институт в Санкт Петербург.
Работи дълги години като чиновник в Министерството на външните работи и вероизповеданията на България, където е помощник по въпросите на католическата църква на Константин Сарафов. До пенсионирането си работи в библиотеката на Светия синод. Оставя ценен ръкописен труд за историята на Банско, в който има описания на преданията за заселването, на поминъка на жителите, на революционните и просветни борби, и на забележителните банскалии.
Умира в 1969 година в София.